# Crassula fragarioides
Crassula fragarioides är en fetbladsväxtart som beskrevs av Van Jaarsv. och Helme. Crassula fragarioides ingår i släktet krassulor, och familjen fetbladsväxter. Inga underarter finns listade i Catalogue of Life.